# Del Drago

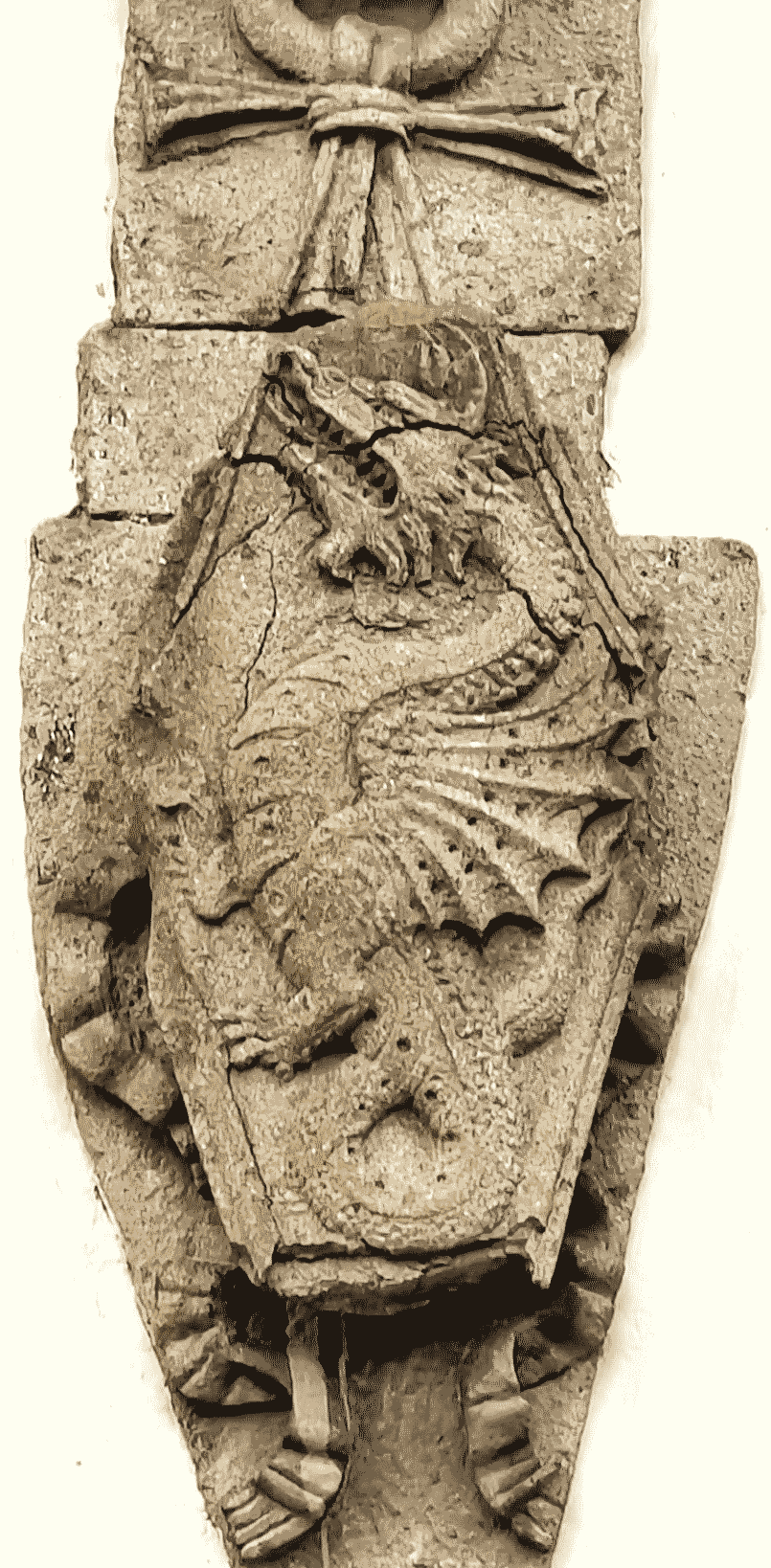
Stemma di Casa Del Drago a Viterbo

I Del Drago sono un'antica famiglia nobile originaria di Viterbo, che collega la sua origine con Rodolfo de Dragonibus, vicario imperiale di Assisi nel 1133, trapiantatasi a Roma, nel rione Trevi con Battista, a partire dal 1475 dove ricoprì importanti incarichi d'amministrazione, imparentandosi tra l'altro con altre nobilissime casate come i Crescenzi. Baroni di San Vittorino nel 1519, la famiglia acquisì il feudo di Riofreddo nel 1554.
Si inserì nell'amministrazione ecclesiastica con la nomina di Paolo (a metà Cinquecento) a protonotario apostolico, a cui fecero seguito diversi cardinali nei secoli successivi di storia della famiglia. Con Antonio Del Drago il feudo di Riofreddo fu eretto in marchesato per lui e per i suoi discendenti nel 1622.
Col matrimonio nel 1671 tra Giovanni Battista Del Drago e Ortensia Biscia (unica erede della sua casata e del cardinale Lelio Biscia), la famiglia mutò il proprio cognome in Del Drago Biscia e acquisì il feudo di Mazzano.
All'inizio dell'Ottocento, Urbano Del Drago sposò Teresa Hofner, erede della nobile famiglia romana dei Gentili di cui, per acquisirne i beni, dovette assumerne anche il cognome dando così vita alla casata dei Del Drago Biscia Gentili. Nel 1832, questo stesso Urbano ottenne il titolo di principe sui propri feudi di Antuni e Mazzano da papa Gregorio XVI. Da questa discendenza si originerà anche Mario del Drago, ultimo comandante della Guardia nobile pontificia. Un fratello di Urbano, Stanislao, sposò invece Faustina Casali, nipote e unica erede del cardinale Antonio Casali, assumendone il cognome per matrimonio di modo da poterne ereditare le sostanze, dando così vita al ramo dei Casali Del Drago, casata da cui si originerà anche il cardinale Giovanni Battista Casali del Drago, ultimo porporato della dinastia.

## Albero genealogico della famiglia Del Drago
Albero genealogico della famiglia.
|                                                          |                                                          | | |                                                                                 |                                                                                 |                                                                         |                                        | | |                                                                                            |                                                                           |                                                                               |                                                                          |                                                                       |                                                                       |                                                                        |                                                                        |
|                                                          |                                                          | | |                                                                                 |                                                                                 |                                                                         |                                        | | |                                                                                            |                                                                           |                                                                               | Battista *? †1467                                                        |                                                                       |                                                                       |                                                                        |                                                                        |
|                                                          |                                                          | | |                                                                                 |                                                                                 |                                                                         |                                        | | |                                                                                            |                                                                           |                                                                               |                                                                          |                                                                       |                                                                       |                                                                        |                                                                        |
|                                                          |                                                          | | |                                                                                 |                                                                                 |                                                                         |                                        | | |                                                                                            |                                                                           |                                                                               |                                                                          |                                                                       |                                                                       |                                                                        |                                                                        |
|                                                          |                                                          | | |                                                                                 |                                                                                 |                                                                         |                                        | | |                                                                                            |                                                                           |                                                                               | Antonio *1472 †1520 Costanza Margani                                     |                                                                       |                                                                       |                                                                        |                                                                        |
|                                                          |                                                          | | |                                                                                 |                                                                                 |                                                                         |                                        | | |                                                                                            |                                                                           |                                                                               |                                                                          |                                                                       |                                                                       |                                                                        |                                                                        |
|                                                          |                                                          | | |                                                                                 |                                                                                 |                                                                         |                                        | | |                                                                                            |                                                                           |                                                                               |                                                                          |                                                                       |                                                                       |                                                                        |                                                                        |
|                                                          |                                                          | | |                                                                                 |                                                                                 |                                                                         |                                        | | |                                                                                            |                                                                           |                                                                               | Giovanni Pietro *? †? Drusilla Caffarelli                                |                                                                       |                                                                       |                                                                        |                                                                        |
|                                                          |                                                          | | |                                                                                 |                                                                                 |                                                                         |                                        | | |                                                                                            |                                                                           |                                                                               |                                                                          |                                                                       |                                                                       |                                                                        |                                                                        |
|                                                          |                                                          | | |                                                                                 |                                                                                 |                                                                         |                                        | | |                                                                                            |                                                                           |                                                                               |                                                                          |                                                                       |                                                                       |                                                                        |                                                                        |
|                                                          |                                                          | | |                                                                                 |                                                                                 |                                                                         |                                        | | |                                                                                            | Porzia *1560 †1614 Marcello Publicola Santacroce, marchese di Pietraforte | Porzia *1560 †1614 Marcello Publicola Santacroce, marchese di Pietraforte     | Antonio, I marchese di Riofreddo *? †? Giulia Muti                       | Antonio, I marchese di Riofreddo *? †? Giulia Muti                    | Costanza *? †? Virgilio Crescenzi, barone di Montorio                 | Costanza *? †? Virgilio Crescenzi, barone di Montorio                  |                                                                        |
|                                                          |                                                          | | |                                                                                 |                                                                                 |                                                                         |                                        | | |                                                                                            |                                                                           |                                                                               |                                                                          |                                                                       |                                                                       |                                                                        |                                                                        |
|                                                          |                                                          | | |                                                                                 |                                                                                 |                                                                         |                                        | | |                                                                                            |                                                                           |                                                                               |                                                                          |                                                                       |                                                                       |                                                                        |                                                                        |
|                                                          |                                                          | | |                                                                                 |                                                                                 |                                                                         |                                        | | |                                                                                            |                                                                           | Giovanni Pietro, II marchese di Riofreddo *1619 †? Francesca Panebianchi      | Giovanni Pietro, II marchese di Riofreddo *1619 †? Francesca Panebianchi | Costanza *? †? Francesco Gottifredi                                   | Costanza *? †? Francesco Gottifredi                                   |                                                                        |                                                                        |
|                                                          |                                                          | | |                                                                                 |                                                                                 |                                                                         |                                        | | |                                                                                            |                                                                           |                                                                               |                                                                          |                                                                       |                                                                       |                                                                        |                                                                        |
|                                                          |                                                          | | |                                                                                 |                                                                                 |                                                                         |                                        | | |                                                                                            |                                                                           |                                                                               |                                                                          |                                                                       |                                                                       |                                                                        |                                                                        |
|                                                          |                                                          | | |                                                                                 |                                                                                 |                                                                         |                                        | | |                                                                                            |                                                                           | Giovanni Battista, III marchese di Riofreddo *? †1720 Ortensia Biscia         |                                                                          |                                                                       |                                                                       |                                                                        |                                                                        |
|                                                          |                                                          | | |                                                                                 |                                                                                 |                                                                         |                                        | | |                                                                                            |                                                                           |                                                                               |                                                                          |                                                                       |                                                                       |                                                                        |                                                                        |
|                                                          |                                                          | | |                                                                                 |                                                                                 |                                                                         |                                        | | |                                                                                            |                                                                           |                                                                               |                                                                          |                                                                       |                                                                       |                                                                        |                                                                        |
|                                                          |                                                          | | |                                                                                 |                                                                                 |                                                                         |                                        | | |                                                                                            |                                                                           | DEL DRAGO BISCIA Paolo Antonio, IV marchese di Riofreddo *? †? Caterina Spada |                                                                          |                                                                       |                                                                       |                                                                        |                                                                        |
|                                                          |                                                          | | |                                                                                 |                                                                                 |                                                                         |                                        | | |                                                                                            |                                                                           |                                                                               |                                                                          |                                                                       |                                                                       |                                                                        |                                                                        |
|                                                          |                                                          | | |                                                                                 |                                                                                 |                                                                         |                                        | | |                                                                                            |                                                                           |                                                                               |                                                                          |                                                                       |                                                                       |                                                                        |                                                                        |
|                                                          |                                                          | | |                                                                                 |                                                                                 |                                                                         |                                        | | |                                                                                            |                                                                           | Giovanni Battista, V marchese di Riofreddo *? †? Cecilia Negrone              |                                                                          |                                                                       |                                                                       |                                                                        |                                                                        |
|                                                          |                                                          | | |                                                                                 |                                                                                 |                                                                         |                                        | | |                                                                                            |                                                                           |                                                                               |                                                                          |                                                                       |                                                                       |                                                                        |                                                                        |
|                                                          |                                                          | | |                                                                                 |                                                                                 |                                                                         |                                        | | |                                                                                            |                                                                           |                                                                               |                                                                          |                                                                       |                                                                       |                                                                        |                                                                        |
|                                                          |                                                          | | |                                                                                 |                                                                                 |                                                                         |                                        | | Urbano, I principe di Mazzano ed Antuni *1773 †1851 1.Elena Hofer Gentili 2.Teresa Massimo                                  | Urbano, I principe di Mazzano ed Antuni *1773 †1851 1.Elena Hofer Gentili 2.Teresa Massimo |                                                                           | Luigi *1776 †1845 cardinale                                                   | Luigi *1776 †1845 cardinale                                              |                                                                       |                                                                       | Stanislao *? †1832 Carlotta Faustina Casali                            | Stanislao *? †1832 Carlotta Faustina Casali                            |
|                                                          |                                                          | | |                                                                                 |                                                                                 |                                                                         |                                        | | |                                                                                            |                                                                           |                                                                               |                                                                          |                                                                       |                                                                       |                                                                        |                                                                        |
|                                                          |                                                          | | |                                                                                 |                                                                                 |                                                                         |                                        | | |                                                                                            |                                                                           |                                                                               |                                                                          |                                                                       |                                                                       |                                                                        |                                                                        |
|                                                          |                                                          | | |                                                                                 |                                                                                 |                                                                         |                                        | DEL DRAGO BISCIA GENTILI 2.Filippo Massimiliano, II principe di Mazzano ed Antuni *1824 †1913 Maria Milagros Muñoz y Borbon | DEL DRAGO BISCIA GENTILI 2.Filippo Massimiliano, II principe di Mazzano ed Antuni *1824 †1913 Maria Milagros Muñoz y Borbon | 2.Teresa *1826 †1892 Luigi Mastai Ferretti, conte Ferretti                                 | 2.Teresa *1826 †1892 Luigi Mastai Ferretti, conte Ferretti                |                                                                               |                                                                          |                                                                       |                                                                       | DEL DRAGO CASALI Raffaele *1816 †1884 Carlotta Luisa Barberini Colonna | DEL DRAGO CASALI Raffaele *1816 †1884 Carlotta Luisa Barberini Colonna |
|                                                          |                                                          | | |                                                                                 |                                                                                 |                                                                         |                                        | | |                                                                                            |                                                                           |                                                                               |                                                                          |                                                                       |                                                                       |                                                                        |                                                                        |
|                                                          |                                                          | | |                                                                                 |                                                                                 |                                                                         |                                        | | |                                                                                            |                                                                           |                                                                               |                                                                          |                                                                       |                                                                       |                                                                        |                                                                        |
|                                                          |                                                          | Ferdinando, marchese di Riofreddo *1857 †1906 1.Maria della Gandara y Plazaolo 2.Elika Spada Veralli Potenziani | Ferdinando, marchese di Riofreddo *1857 †1906 1.Maria della Gandara y Plazaolo 2.Elika Spada Veralli Potenziani |                                                                                 | Francesco d'Assisi Maria *1858 †1942 Marie-Cécile van der Noot d'Assche         | Francesco d'Assisi Maria *1858 †1942 Marie-Cécile van der Noot d'Assche |                                        | | Luigi Gonzaga Maria *1859 †1952 Angela Pellegrini Quarantotti                                                               | Luigi Gonzaga Maria *1859 †1952 Angela Pellegrini Quarantotti                              |                                                                           |                                                                               |                                                                          | Giovanni Battista Maria *1860 †1956 1.Emma Lucich 2.Josephine Kleiner | Giovanni Battista Maria *1860 †1956 1.Emma Lucich 2.Josephine Kleiner | Giovanni Battista *1838 †1908 cardinale                                | Giovanni Battista *1838 †1908 cardinale                                |
|                                                          |                                                          | | |                                                                                 |                                                                                 |                                                                         |                                        | | |                                                                                            |                                                                           |                                                                               |                                                                          |                                                                       |                                                                       |                                                                        |                                                                        |
|                                                          |                                                          | | |                                                                                 |                                                                                 |                                                                         |                                        | | |                                                                                            |                                                                           |                                                                               |                                                                          |                                                                       |                                                                       |                                                                        |                                                                        |
| 1.Alfonso, III principe di Mazzano ed Antuni *1882 †1968 | 1.Alfonso, III principe di Mazzano ed Antuni *1882 †1968 | 1.Urbano *1884 †1959 Flaminia Balestra                                                                          | 1.Urbano *1884 †1959 Flaminia Balestra                                                                          | 2.Rodolfo *1900 †1946 Anna Marie Wallace                                        | 2.Rodolfo *1900 †1946 Anna Marie Wallace                                        |                                                                         | Clemente *1897 †1939 Giacinta Ruspoli  | Clemente *1897 †1939 Giacinta Ruspoli                                                                                       | |                                                                                            | Mario *1899 †1981 Giacinta Martini Marescotti                             | Mario *1899 †1981 Giacinta Martini Marescotti                                 |                                                                          | 1.Marcello *1892 †1986 Cyprienne Charles-Roux                         | 1.Marcello *1892 †1986 Cyprienne Charles-Roux                         |                                                                        |                                                                        |
|                                                          |                                                          | | |                                                                                 |                                                                                 |                                                                         |                                        | | |                                                                                            |                                                                           |                                                                               |                                                                          |                                                                       |                                                                       |                                                                        |                                                                        |
|                                                          |                                                          | | |                                                                                 |                                                                                 |                                                                         |                                        | | |                                                                                            |                                                                           |                                                                               |                                                                          |                                                                       |                                                                       |                                                                        |                                                                        |
|                                                          |                                                          | | | Giovanni Francesco, IV principe di Mazzano ed Antuni *1933 †2016 Ruggero Freddi | Giovanni Francesco, IV principe di Mazzano ed Antuni *1933 †2016 Ruggero Freddi | Francesco *1920 †2011 Maria Piacitelli                                  | Francesco *1920 †2011 Maria Piacitelli | Alessandro *1921 †2011 Laura Lancellotti                                                                                    | Alessandro *1921 †2011 Laura Lancellotti                                                                                    |                                                                                            | Ferdinando *1927 †2012 1.Rosanna Valdoni 2. Marina Parodi-Delfino         | Ferdinando *1927 †2012 1.Rosanna Valdoni 2. Marina Parodi-Delfino             | Clemente *1940 †1989 Geraldina Parrinello                                | Clemente *1940 †1989 Geraldina Parrinello                             | Rodolfo *1949 Christine Ralli                                         | Rodolfo *1949 Christine Ralli                                          |                                                                        |
|                                                          |                                                          | | |                                                                                 |                                                                                 |                                                                         |                                        | | |                                                                                            |                                                                           |                                                                               |                                                                          |                                                                       |                                                                       |                                                                        |                                                                        |
|                                                          |                                                          | | |                                                                                 |                                                                                 |                                                                         |                                        | | |                                                                                            |                                                                           |                                                                               |                                                                          |                                                                       |                                                                       |                                                                        |                                                                        |
|                                                          |                                                          | | |                                                                                 |                                                                                 |                                                                         |                                        | Clemente, V principe di Mazzano e Antuni *1947 Priscilla Matarazzo di Licosa                                                | Clemente, V principe di Mazzano e Antuni *1947 Priscilla Matarazzo di Licosa                                                |                                                                                            | Filippo *1958 Caterina Nahberg                                            | Filippo *1958 Caterina Nahberg                                                | Marcantonio *1965 Giada Dobrzensky de Dobzenicz                          | Marcantonio *1965 Giada Dobrzensky de Dobzenicz                       |                                                                       |                                                                        |                                                                        |
|                                                          |                                                          | | |                                                                                 |                                                                                 |                                                                         |                                        | | |                                                                                            |                                                                           |                                                                               |                                                                          |                                                                       |                                                                       |                                                                        |                                                                        |
|                                                          |                                                          | | |                                                                                 |                                                                                 |                                                                         |                                        | | |                                                                                            |                                                                           |                                                                               |                                                                          |                                                                       |                                                                       |                                                                        |                                                                        |
|                                                          |                                                          | | |                                                                                 |                                                                                 |                                                                         | Ferdinando *1978                       | Ferdinando *1978 | Alessandro *1984 | Alessandro *1984                                                                           | Achille *2008                                                             | Achille *2008                                                                 |                                                                          |                                                                       |                                                                       |                                                                        |                                                                        |

## Del Drago: principi di Mazzano e Antuni (1832), marchesi di Riofreddo
- Giovanni Battista (?-?), marchese di Riofreddo, per matrimonio modifica il cognome in Del Drago Biscia
- Paolo Antonio (?-?), marchese di Riofreddo
- Giovanni Battista (?-?), marchese di Riofreddo
- Urbano (1773-1851), I principe di Mazzano e Antuni, per matrimonio modifica il cognome in Del Drago Biscia Gentili
- Filippo Massimiliano (1824-1913), II principe di Antuni e Mazzano
  - Ferdinando, marchese di Riofreddo (1857-1906), premorto al padre
- Alfonso (1882-1968), III principe di Mazzano e Antuni, figlio di Ferdinando, marchese di Riofreddo
- Giovanni Francesco (1933-2016), IV principe di Antuni e Mazzano, figlio di Rodolfo, fratello di Alfonso
- Clemente (n. 1947), V principe di Antuni e Mazzano, cugino del precedente